# Metra電鐵線
Metra電鐵線（Metra Electric District）是由芝加哥通勤鐵路運營的一條通勤鐵路線，聯結芝加哥市中心和南郊。列車由市中心千禧車站（舊稱廊道夫街車站）發車，全線使用電聯車。列車行經原伊利諾伊中央鐵路巴拿馬特快旅客列車的線路，故在Metra時刻表上以“亮巴拿馬橙色”作為標注。
Metra電鐵線為芝加哥僅有兩條由電氣化鐵路運營的客運列車線路，亦是芝加哥通勤铁路系統中唯一的電氣化線路，此外Metra電鐵線還是芝加哥通勤铁路系統內唯一具有三分支的線路。電氣化方式為1500V架空電纜供電，全部車站均為高月台以適應電聯車停靠。Metra電鐵線和另一條通往北印第安納州的電氣化通勤鐵路南岸線 (NICTD)在肯辛頓站以北共用線路和車站。

## 歷史

### 蒸汽時代
Metra電鐵線的前身是伊利諾伊中央鐵路營運的一條服務於芝加哥近郊的通勤鐵路線，亦是全美東北地區外的第一條城市通勤鐵路線。全線於1856年7月21日開通，由伊利諾伊中央鐵路市區車站（今千禧車站）至海德公園。由於1893年芝加哥哥伦布纪念博览会在傑克遜公園舉辦，部分線路高架化。
起初，列車經由密歇根湖畔的鐵路線進入芝加哥市區，線路建築在湖內的栈桥上。1871年的芝加哥大火後，倒塌的建築物殘餘傾入密歇根湖，使湖岸線向內推移形成了今天的格兰特公园，伊利諾伊中央鐵路亦在該地上重修線路，使其完全位於內陸。
1880年代，該線新添設一條支線，從布魯克戴爾向東南至南芝加哥，1890年代，由新設一條直線從肯辛頓向西南至綠島。隨後，主線和兩條支線都實施了電氣化改造。

### 電鐵時代（伊利諾伊中央鐵路）

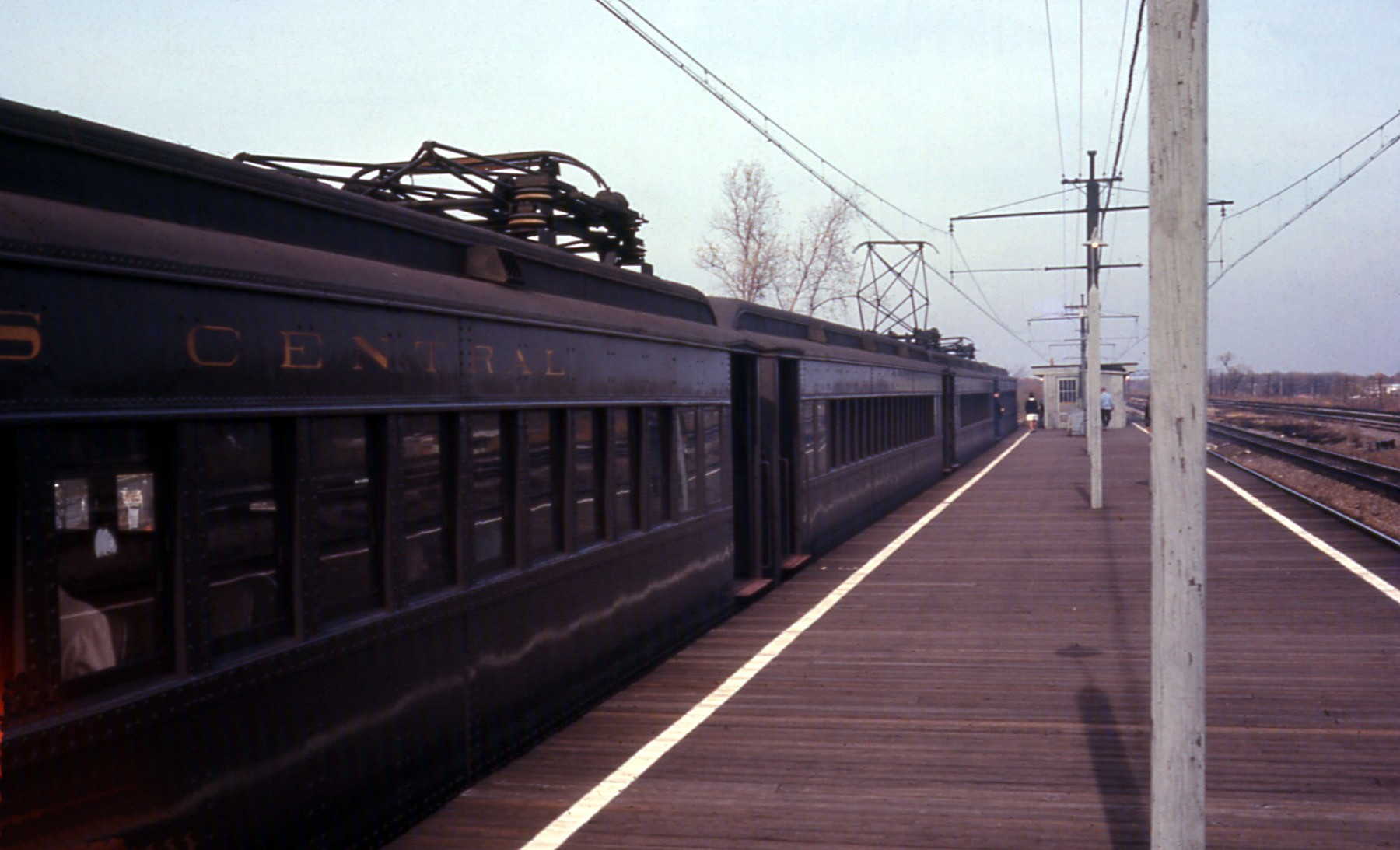
一列伊利諾伊中央鐵路列車停靠在 里奇頓公園站，攝於1968年

20世紀初，伊利諾伊中央鐵路在芝加哥日均收發300餘次蒸汽列車。1919年，伊利諾伊中央鐵路和芝加哥市政府合作修築一條坡台，北至市區，南至霍姆伍德。鐵路修築於坡台上，公路則通過橋隧跨越鐵路線。此舉使得伊利諾伊鐵路芝加哥市内正線上的大部分平交道口被撤銷（僅剩里奇頓公園站以南的一個）。線路向南並穿過一條私營公路向南延伸至大學城。南芝加哥支線則需要穿過較多的平交道口。
線路路基改造的同時，電氣化改造亦隨後進行。1926年，從市區至麥特森區間完成電氣化改造。伊利諾伊中央鐵路對通勤鐵路全線實行電氣化改造，改造完成後稱為“伊利諾伊中央鐵路電鐵線”。在伊利諾伊中央鐵路的主線路基上並列電氣化的通勤列車專用線（西側路軌），以及非電氣化的城際和貨運列車線路（東側）。主線在麥考密克會展中心附近分離成兩支：非電氣化兩條路軌向西進入新建立的中央車站（1893年啟用），而電化線路則繼續向北進入原伊利諾伊中央鐵路的總站廊道夫街車站。
1946年，電鐵線主線南端終點從麥特森向南延長1.1英里（1.8公里），至車輛段南側，為里奇頓公園站。
“伊利諾伊中央鐵路電鐵線”曾是芝加哥最繁忙的通勤鐵路線，每日運送大量市内及市郊通勤乘客。1927年電氣化完工的首年，電鐵線一共運送了2600萬人次的乘客，1929年客流量上升至3500萬人次，1946年達到頂峰的4700萬人次。
伊利諾伊中央鐵路主線在羅斯福大街（中央車站）至53街區間為六線鐵路（1962年其中兩線拆除），53街至111街為四線鐵路，111街以南主線以及南芝加哥支線為雙線鐵路，藍島支線為單線鐵路。

#### 1972年鐵路事故
1972年伊利諾伊中央鐵路列車發生碰撞事故，是芝加哥歷史上最嚴重的鐵路事故。該年10月30日早高峰時間，由新裝備的輕型雙層列車的416次通勤列車北向開往市區。列車在27街車站由於操作原因未能及時停下，司機經得車掌同意，向後以11英里/小時（18公里/小時）的速度倒車重新靠站。但此時該路軌已經對駛向市區的另一次快速列車發出綠色的通行信號。隨後快速列車幾乎以全速撞向通勤列車，造成45人死亡，數百人受傷。由於快速列車車體為堅固沈重的鋼製車廂，大部份傷亡者為通勤列車乘客。造成慘重的傷亡的一個原因是當時伊利諾伊中央鐵路普遍使用深色的列車塗裝，在陰暗和照明不良時非常難以辨認。事故後，伊利諾伊中央鐵路所有剩餘的1926年型重型客車退出現役，同時在雙層通勤電聯車兩端正面噴塗橙色斜條紋以加強識別。該方案被後來的Metra沿用並擴大到所有的通勤列車和機車。

### RTA時代
1976年，RTA和伊利諾伊中央鐵路簽署合同，前者向後者提供資金支持以繼續營運通勤電鐵線。次年，電鐵線主線的終點向南延伸2.3英里（3.7英里）至現終點站大學城。1987年5月1日，RTA以2800萬美元的價格收購全部的通勤電鐵線的線路和車站，整合入Metra系統，改名為“Metra電鐵線”。剩餘兩條市内非電氣化線路由加拿大國家鐵路收購，現美國國鐵“新奧爾良城號”，“伊利諾伊人號”和“薩盧基犬號”列車仍使用該線路。
Metra電鐵線是Metra系統中唯一在全線所有車站（除18街和47街兩個招呼站）配備自動售票機的線路。售票機出售磁性車票，乘客需刷車票通過驗票閘門進站上車。持紙質車票，週末通票和紙質減價車票的旅客無法使用上述設備，必須通過站內綠色或紅色電話機通知車站工作人員，人工開啟閘機進站。由於不少乘客抱怨進站繁瑣以至貽誤列車，Metra已於2003年11月移除驗票閘門。
電鐵主線和南芝加哥支線每日運行，藍島支線在週日及節假日停運。Metra電鐵線時刻表的一大特色時平時和週六的班次很接近，並且在非高峰期亦有雙向快速列車的運行。而其他的Metra線路僅在早晚尖峰時刻開行和客流方向一致的快速列車。

## 線路延長及改線計劃
芝加哥市曾有數個計劃擴建Metra電鐵線，以提高運送能力和服務範圍。“金線”計劃曾有意增加Metra電鐵線的班次（早6時至午夜約每10分鐘一班），並降低轉乘CTA巴士和捷運的票價，使之由目前的通勤鐵路變為都市捷運。目前Metra電鐵列車在市區停站數目較少以提高往返速度，“金線”計劃將更改為停站優先的原則，市區內站站皆停。按照“金線”計劃，千禧車站和南芝加哥之間捷運化需要耗資1億6千萬美元的資金。該計劃得到了芝加哥市南，密歇根湖沿岸地區居民的擁護。雖然如此，CTA和Metra協商後還將該計劃擱置。但RTA並未完全放棄南芝加哥的公共交通擴張計劃。2009年，RTA和芝加哥交通局共同出資45萬美元，對市南湖岸地區的公共交通狀況進行考察，並對是否向聯邦政府申請經費新增一到二條新捷運線路進行了預研。

## 使用車輛

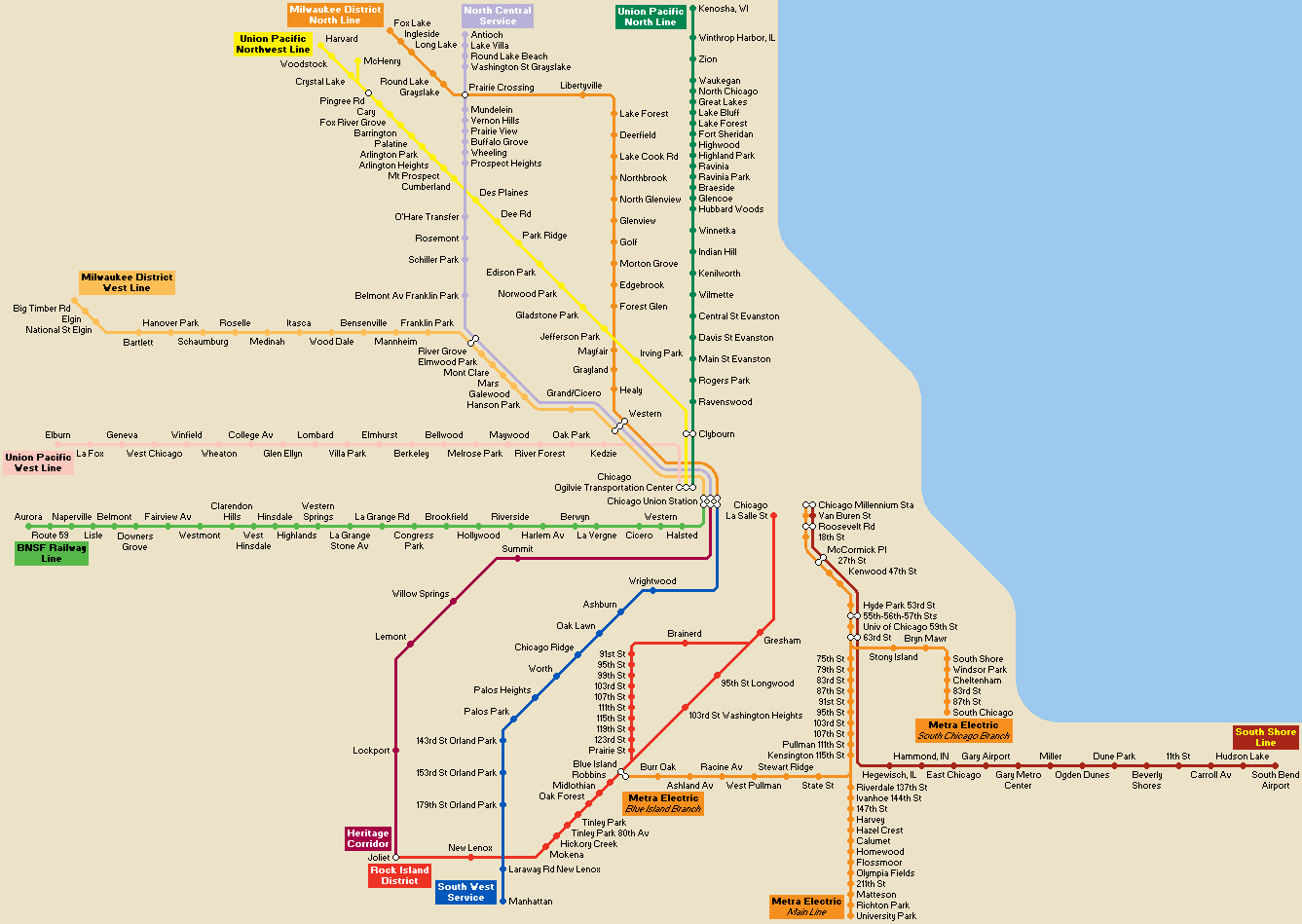
Metra系統示意圖，電鐵線為巴拿馬橙, 南岸線為深勃艮第紅

Metra電鐵線現役車隊中，最早的一批為雙層“Highliner”型電聯車，由聖路易斯車輛廠生產，1972年下線後使用至今。2005年起，該批列車開始被日本車輛製造株式會社生產的雙層不鏽鋼車體的電聯車取代。2012年開始，住友集团生產的新式雙層電聯車開始取代上述兩者，住友公司在伊利諾伊州設有工廠，負責該批列車的生產和維護。
| 編號      | 類型   | 生產年份   | 製造者               |
| --------- | ------ | ---------- | -------------------- |
| 未知      | 電聯車 | 2012起交付 | 住友集團             |
| 1201–1226 | 電聯車 | 2005       | 日本車輛製造株式會社 |
| 1501–1630 | 電聯車 | 1971–1972  | 聖路易斯車輛廠       |
| 1631–1666 | 電聯車 | 1978–1979  | 龐巴迪               |

## 外部連結
- Metra及電鐵線時刻表
- 海德公園歷史學會的文章
- Metra電鐵線：歷史和留影